# 半人馬座V766
半人馬座V766（V766 Cen，亦稱HD 119796或HR 5171）是一顆位於半人馬座的黃特超巨星。其恒星光譜可變，分類在G8Ia+和K3Ia+之間，其亮度也有不規則的變動。它擁有一顆距離較遠的B型伴星，以及一顆十分接近的低溫伴星。半人馬座V766距離地球3,600秒差距，是截至2014年3月已知最大的黃特超巨星。其巨大體積很可能是它與較接近的伴星有物質交換造成的。
這一類恒星從太陽的40倍大小左右開始，演化為紅特超巨星，目前剩餘的外層物質正以一系列強烈的爆炸向外發散，同時恒星持續升溫。它有可能會變成藍超巨星或高光度藍變星，然後亮度逐漸下降，並在成為晚期沃爾夫-拉葉星之前進行超新星爆炸。
半人馬座V766擁有高亮度、高質量，且與伴星有著質量交換，屬於非常罕見的一類恒星。然而科學家在2014年之前並沒有深入研究它。歐洲南天文台（ESO）的甚大望遠鏡干涉儀（VLTI）對其進行了觀測，並發現它是已知最大的黃特超巨星，也是最大的10顆恒星之一。根據估計，這顆恒星的半徑在太陽的1300倍以上，它其中一顆伴星甚至接觸著主星運行。
來自法國尼斯蔚藍海岸天文台的一組國際觀測團隊發現半人馬座V766比預期大很多：它比紅巨星參宿四大50%，亮度是太陽的100萬倍。
半人馬座V766在觀測期間體積有增大的現象，它是體型會隨溫度變化的為數極少的恒星之一：其體積越大，溫度則越低。
天文學家在研究了多個天文台所提供的數據之後，判斷這顆恒星屬於一個食聯星系統，其中較小的伴星每1300天圍繞主星公轉一週。

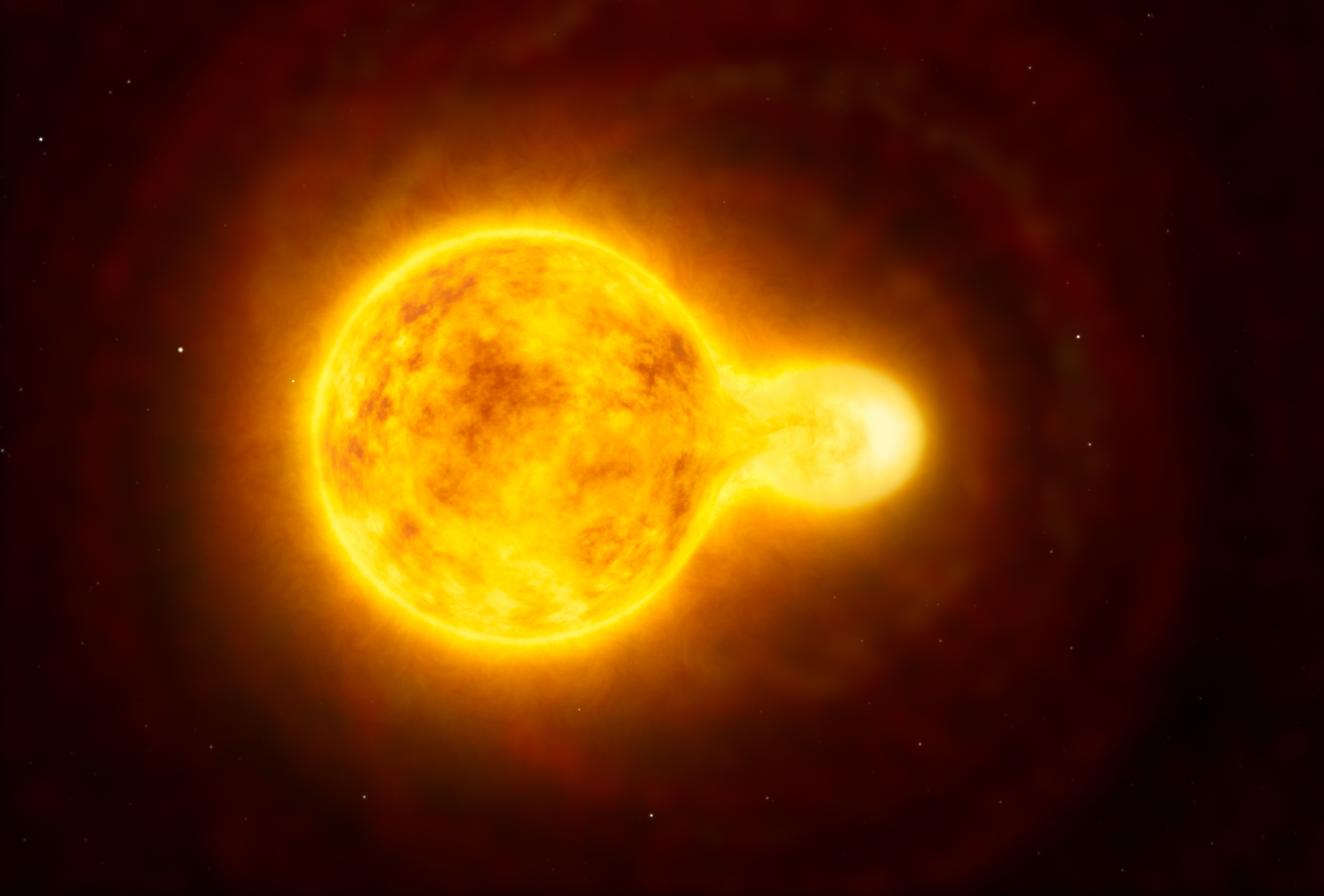
半人馬座V766及其伴星的假想圖
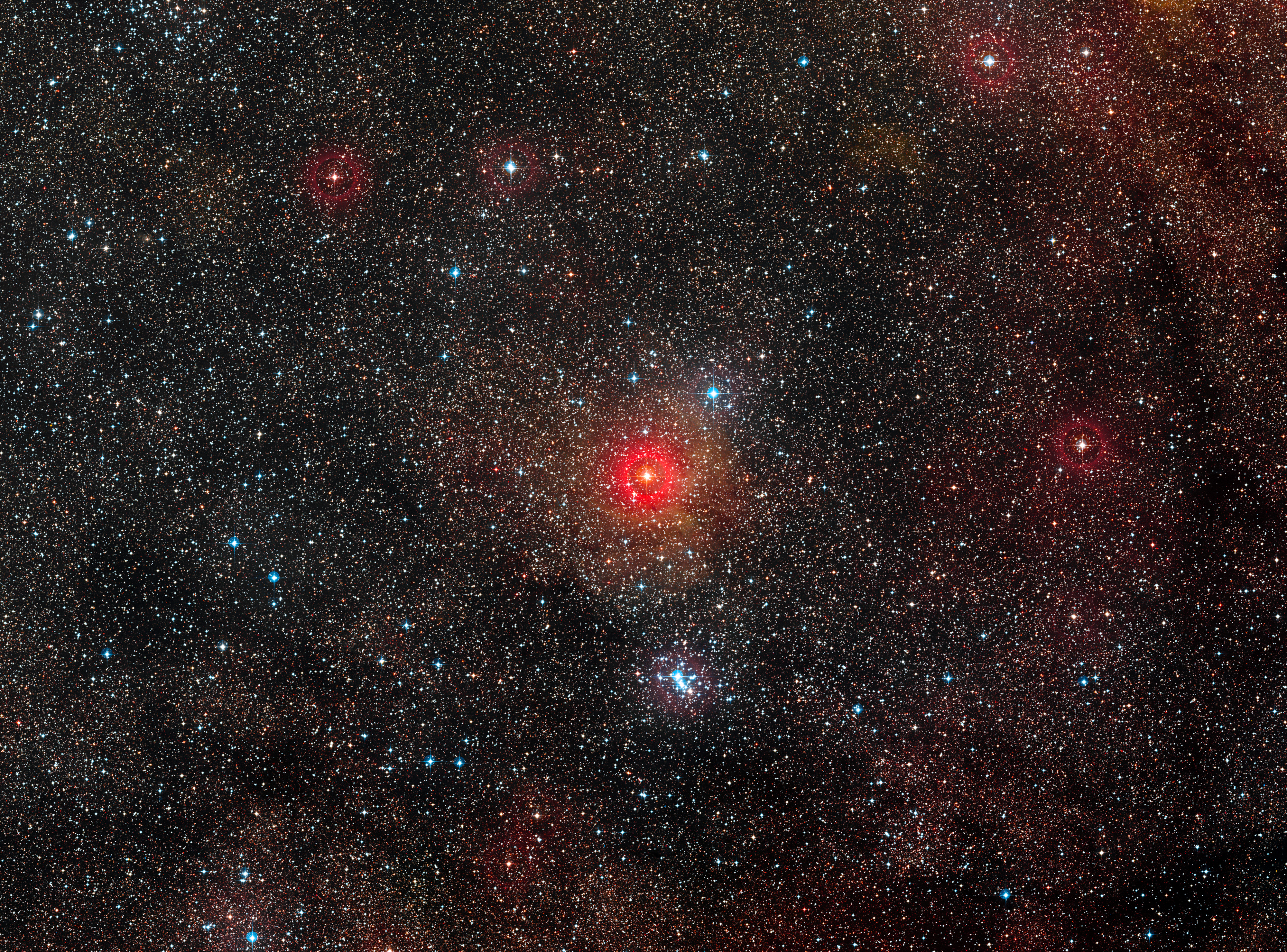
半人馬座V766附近的天域